# 芬利高地
69°13′S 63°13′W / 69.217°S 63.217°W
芬利高地是南極洲的高地，位於帕爾默地，處於賓厄姆冰川和盧拉比冰川之間，海拔高度1,070米，在1928年12月20日由澳大利亞探險家命名，現時由南極條約體系管理。